# جفرسون (نيويورك)
جفرسون (بالإنجليزية: Jefferson, New York)‏ هي بلدة أمريكية تقع في الولايات المتحدة في مقاطعة شوهاري، نيويورك. يقدر عدد سكانها بـ 1,285 نسمة ومساحتها 112.5 كم2 وترتفع عن سطح البحر 607 متر.